# Chrysler LeBaron (M-Body)
Der auf der M-Plattform (auch: M-Body) basierende Chrysler LeBaron war ein von 1977 bis 1981 produziertes Fahrzeug, mit dem der amerikanische Chrysler-Konzern erstmals im Marktsegment der kompakten Luxusfahrzeuge antrat. Das hochwertig ausgestattete Auto war das kleinste Fahrzeug in der Geschichte der Marke Chrysler. Es trat gegen den Cadillac Seville und den Lincoln Versailles an. Es begründete eine Modellfamilie, die – mit einigen Abwandlungen – bis 1989 produziert wurde.

## Hintergrund
Die Erste Ölkrise führte Mitte der 1970er-Jahre in den USA zu einem gesteigerten Interesse an kleineren, aber gut ausgestatteten Fahrzeugen. Nachdem zunächst einige Importfahrzeuge wie der Mercedes-Benz „Strich Acht“ diesen Markt allein bedient hatten, traten General Motors mit dem Cadillac Seville und die Ford Motor Company seit 1976 zunehmend erfolgreich mit einheimischen Konstruktionen in diesem Segment an. Chrysler stellte dem Seville und dem Versailles ab 1977 seinen LeBaron zur Seite. Die Modellbezeichnung bezog sich auf einen gleichnamigen amerikanischen Karosseriehersteller der Vorkriegszeit, der 1935 von Chrysler übernommen worden war.

## Technik und Gestaltung
Mit dem LeBaron begründete Chrysler eine neue Modellfamilie, die intern unter der Bezeichnung Chrysler M-Plattform zusammengefasst wurde. Ungeachtet dessen war der LeBaron ebenso wenig eine Neuentwicklung, wie es die Konkurrenten von General Motors und Ford waren. Während der Cadillac Seville vom Chevrolet Nova abgeleitet und der Lincoln Versailles auf den Ford Granada zurückzuführen waren, griff der LeBaron weitestgehend auf Chryslers F-Plattform zurück. Damit war er technisch und äußerlich eng mit dem Dodge Aspen und dem Plymouth Volare verwandt.

### Technik
Der LeBaron verwendete die gleiche Aufhängung wie der Aspen/Volaré; auch Bremsen, Radstand und Rohkarosserie waren identisch. Als Antrieb diente zunächst ausschließlich ein 5,2 Liter großer Achtzylindermotor; von 1978 bis 1981 war alternativ auch der Slant Six-Reihensechszylinder mit 3,7 Litern Hubraum erhältlich. In den Modelljahren 1978 und 1979 konnte außerdem ein 5,9 Liter großer Achtzylindermotor geliefert werden.

### Design

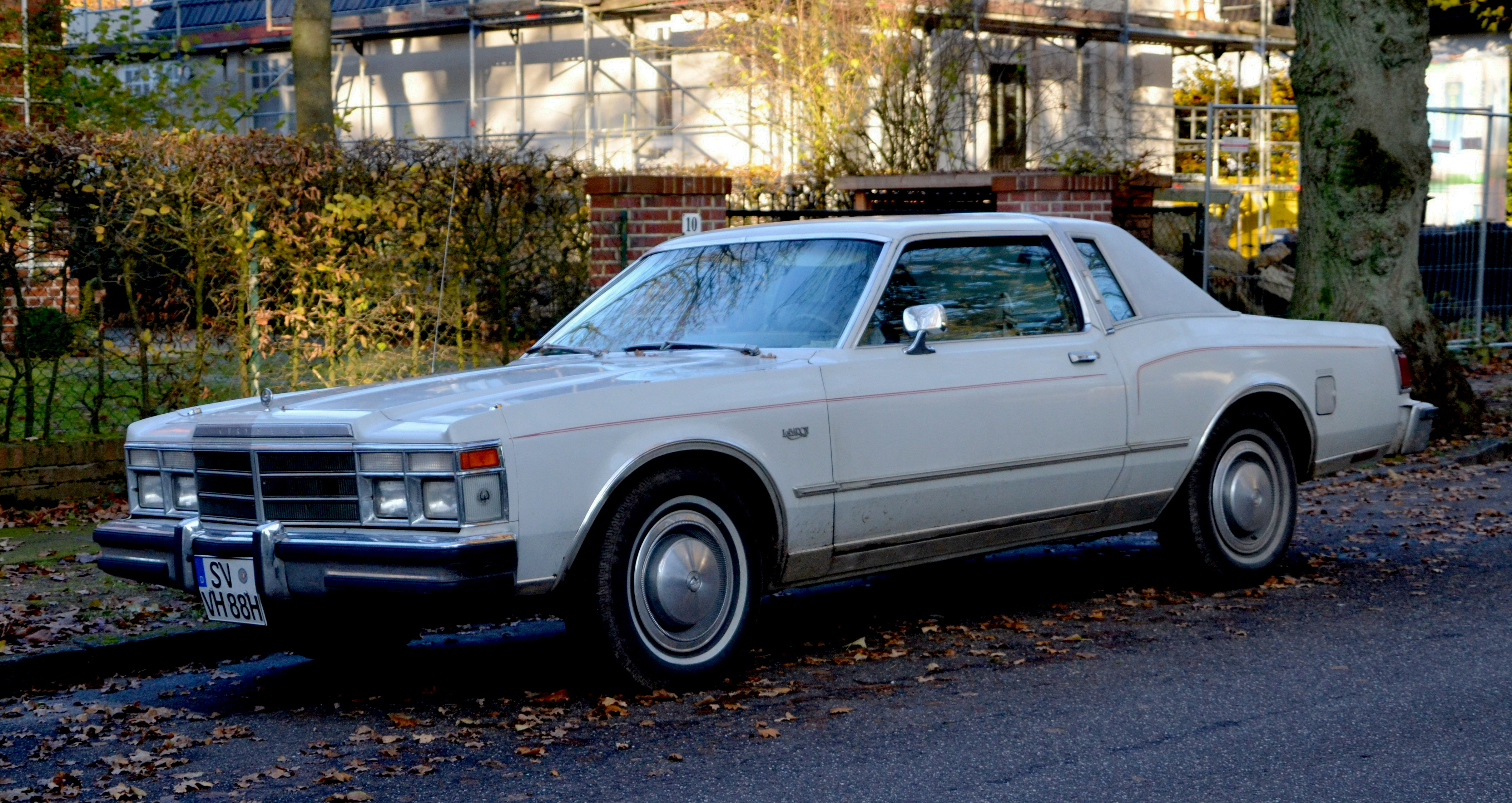
Chrysler LeBaron Coupé (1979)

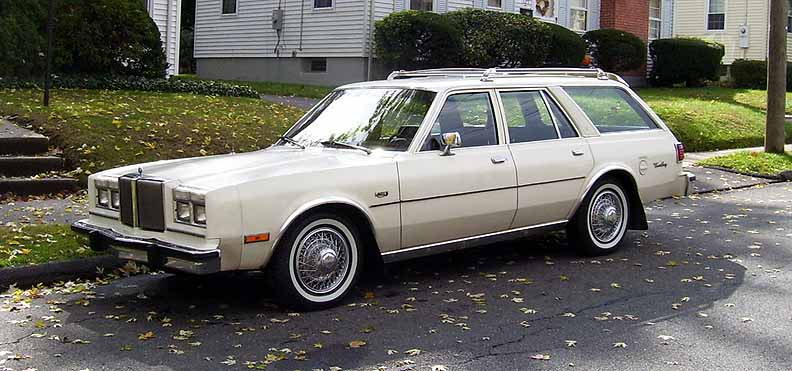
Chrysler LeBaron Wagon (1980)

Auch in stilistischer Hinsicht war der LeBaron weitgehend mit dem Aspen/Volaré identisch. Zahlreiche Karosserieteile wie Türen und Kotflügel sowie die Verglasung konnten untereinander ausgetauscht werden. Allerdings konnten die Chrysler-Designer die „Plebejan Origins“ (die „bürgerlichen Wurzeln“) des LeBaron besser kaschieren als des den Lincoln-Designern im Fall des Versailles gelungen war. Die Frontpartie des LeBaron war gänzlich eigenständig gestaltet. Zudem waren die Blinker horizontal über den vorderen Scheinwerfern angebracht. Eine derartige Positionierung war einzigartig unter den amerikanischen Automobilen der 1970er-Jahre. Erhältlich war der LeBaron als Limousine, Coupé und – ab 1978 – auch als Kombi, der die traditionelle Bezeichnung Town & Country erhielt. Bis 1979 basierten alle Karosserieversionen auf dem gleichen Radstand; mit dem Facelift des Jahres 1980 erhielt das LeBaron Coupé allerdings einen um 10 cm verkürzten Radstand.
1980 erhielt der LeBaron ein umfassendes Facelift mit einer vollständig neuen Dachlinie. Die C-Säule stand nun deutlich steiler, und die Heckpartie samt Leuchteneinheit wurde gänzlich neu entworfen. Der Kühlergrill war ebenfalls neu. Der LeBaron trug nun einen Waterfall-Grill, der 1974 bei Chryslers damaligem Spitzenmodell Imperial LeBaron erschienen war und seit 1975 bei dem großen, exklusiven New Yorker verwendet worden war. Die seitlichen Positionsleuchten wurden neu positioniert. Zudem waren die hinteren Kotflügel des Coupés nunmehr geradlinig gestaltet.
Als Ausstattungsvarianten gab es das Basismodell, den LeBaron S oder Special als Einstiegsmodell mit reduzierter Ausstattung sowie die Spitzenmodelle LeBaron Salon und LeBaron Medallion.

### Sondermodell: LeBaron Fifth Avenue Edition

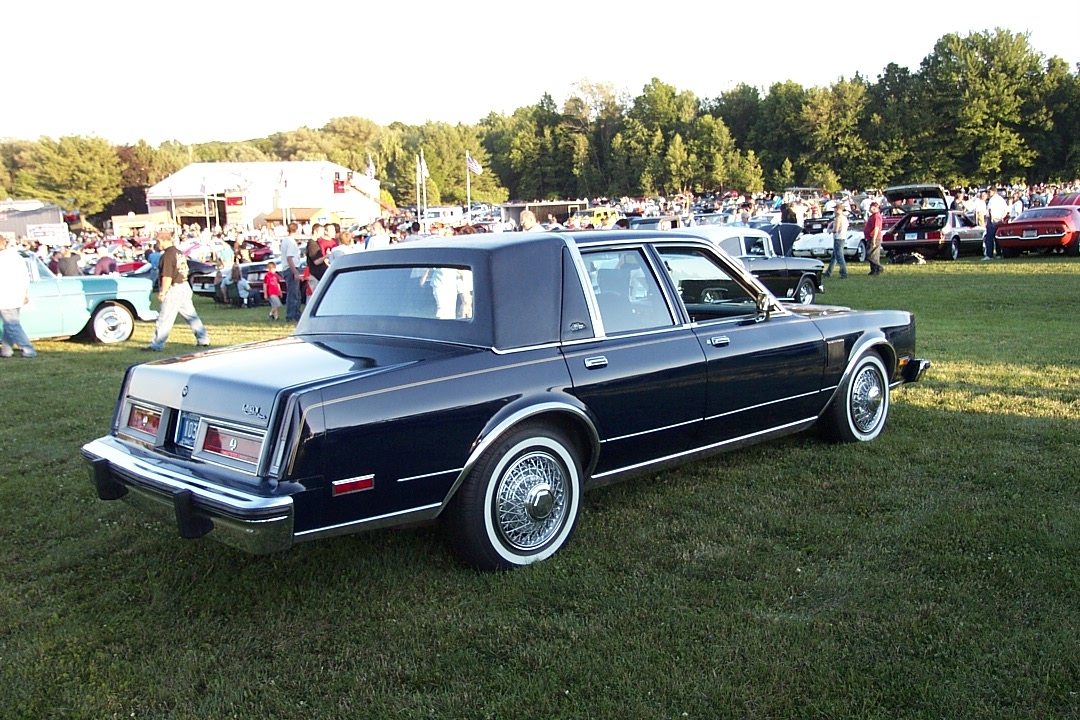
Stilistischer Vorläufer des Chrysler Fifth Avenue: Das Sondermodell Chrysler LeBaron Fifth Avenue von 1980

Ein Sondermodell, das nur 1980 angeboten wurde, war der LeBaron Fifth Avenue Edition. Das Auto hatte ein besonderes Vinyldach, das im Stil eines Landauer nur den hinteren Teil des Fahrzeugdachs im Bereich der C-Säule umfasste. Außerdem war auch das fest stehende Dreiecksfenster der hinteren Türen mit Vinyl abgedeckt. Zwischen dem Vinylbezug und dem in Wagenfarbe lackierten Dach verlief ein breiter, der optischen Trennung dienender Chromstreifen. Die Vinylkonstruktion war von dem auf Cabrioumbauten spezialisierten Unternehmen American Sunroof Company (A.S.C.) entwickelt worden; dort wurden auch die Umbauten vorgenommen. Im Modelljahr 1980 wurden lediglich 650 Fahrzeuge vom Typ LeBaron Fifth Avenue hergestellt. 1981 war diese Version nicht mehr im Angebot. Das Designkonzept wurde allerdings nahezu unverändert für den Chrysler New Yorker Fifth Avenue bzw. seinen Nachfolger Chrysler Fifth Avenue verwendet.

## Preise
Der LeBaron Sedan V8 wurde im Modelljahr 1977 zu einem Basispreis von 4.898 US-$ angeboten, die besser ausgestattete Medallion-Version hatte einen Preis von 5.496 US-$. Ein vergleichbar motorisierter Plymouth Volaré kostete 3.500 US-$. Der Cadillac Seville und der Lincoln Versailles waren mehr als doppelt so teuer (11.200 US-$ bzw. 13.595 US-$), der 600 mm längere und deutlich schwerere Chrysler Newport hingegen entsprach preislich dem LeBaron.
Im Laufe der Jahre stiegen die Preise für einen LeBaron Medallion deutlich an. Im Modelljahr 1979 kostete das technisch und äußerlich unveränderte Auto bereits 6.556 US-$, und 1980, nachdem ein Facelift durchgeführt worden war, erhöhte sich der Verkaufspreis auf 7.424 US-$.

## Produktion
Von 1977 bis 1981 entstanden insgesamt 431.616 Exemplare des LeBaron. Mit der Umstellung der Modellpalette auf die frontgetriebene K-Car-Familie übergab Chrysler den Namen LeBaron ab 1982 an eine verlängerte Version des Plymouth Reliant.
Gleichwohl wurde die Limousine des M-Body bis 1989 weiter produziert. Das Auto nahm ab 1982 die Rolle des Spitzenmodells der Chrysler Corporation ein und wurde unter diversen Namen –
Chrysler New Yorker (Modelljahr 1982), New Yorker Fifth Avenue (1983) und Chrysler Fifth Avenue (1984 bis 1989) – in nahezu 500.000 Exemplaren verkauft.

## Parallelmodelle
Die zum Chrysler-Konzern gehörende Marke Dodge bot ab 1977 unter der Bezeichnung Dodge Diplomat eine eigene, geringfügig einfacher ausgestattete Version des LeBaron an. Der Diplomat war preiswerter als der LeBaron, verkaufte sich aber deutlich schlechter. Zudem war auf dem kanadischen Markt auch eine Plymouth-Version mit der Bezeichnung Caravelle erhältlich.

## Technische Daten
| Chrysler LeBaron                     | Chrysler LeBaron                                                           | Chrysler LeBaron                                                           | Chrysler LeBaron                                         |
|                                      | 3,7 Liter R6                                                               | 5,2 Liter V8                                                               | 5,9 Liter V8                                             |
| ------------------------------------ | -------------------------------------------------------------------------- | -------------------------------------------------------------------------- | -------------------------------------------------------- |
| Bauzeit:                             | 1978–1981                                                                  | 1977–1981                                                                  | 1978–1979                                                |
| Motor:                               | Sechszylinder Reihenmotor Viertakt                                         | Achtzylinder V-Motor (Viertakt)                                            | Achtzylinder V-Motor (Viertakt)                          |
| Hubraum:                             | 3678 cm³                                                                   | 5210 cm³                                                                   | 5898 cm³                                                 |
| Bohrung × Hub:                       | 86,4 × 104 mm                                                              | 99,3 × 84,1 mm                                                             | 101,6 × 90,9 mm                                          |
| Leistung bei 1/min:                  | 85 PS 90 PS                                                                | 120 PS 160 PS                                                              | 170 PS                                                   |
| Verdichtung:                         | 8,4:1                                                                      | 8,5:1                                                                      | 8,4:1                                                    |
| Gemischaufbereitung:                 | Einfachvergaser wahlweise Doppelvergaser                                   | Doppelvergaser wahlweise Doppel-Registervergaser                           | Doppel-Registervergaser                                  |
| Ventilsteuerung:                     | untenliegende Nockenwelle                                                  | untenliegende Nockenwelle                                                  | untenliegende Nockenwelle                                |
| Kühlung:                             | Wasserkühlung                                                              | Wasserkühlung                                                              | Wasserkühlung                                            |
| Getriebe:                            | Dreigangautomatik 1979 auf Wunsch manuelles Dreiganggetriebe mit Overdrive | Dreigangautomatik 1979 auf Wunsch manuelles Dreiganggetriebe mit Overdrive | Dreigangautomatik                                        |
| Radaufhängung vorn:                  | Querlenker Drehstabfedern                                                  | Querlenker Drehstabfedern                                                  | Querlenker Drehstabfedern                                |
| Radaufhängung hinten:                | Starrachse Blattfedern                                                     | Starrachse Blattfedern                                                     | Starrachse Blattfedern                                   |
| Bremsen:                             | Scheibenbremsen vorn Trommelbremsen hinten                                 | Scheibenbremsen vorn Trommelbremsen hinten                                 | Scheibenbremsen vorn Trommelbremsen hinten               |
| Karosserie:                          | Stahl selbsttragend                                                        | Stahl selbsttragend                                                        | Stahl selbsttragend                                      |
| Radstand:                            | 2863 mm Coupé (1980–1981): 2761 mm                                         | 2863 mm Coupé (1980–1981): 2761 mm                                         | 2863 mm Coupé (1980–1981): 2761 mm                       |
| Abmessungen (Länge × Breite × Höhe): | 5235 × 1849 × 1405 Coupé (1980–1981): 5110 × 1885 × 1405                   | 5235 × 1849 × 1405 Coupé (1980–1981): 5110 × 1885 × 1405                   | 5235 × 1849 × 1405 Coupé (1980–1981): 5110 × 1885 × 1405 |
| Leergewicht:                         | 1454–1691                                                                  | 1454–1691                                                                  | 1454–1691                                                |
| Höchstgeschwindigkeit:               | 155–160 km/h                                                               | 165–170 km/h                                                               | 185 km/h                                                 |